# 温泉殺人事件シリーズ
『温泉殺人事件シリーズ』（おんせんさつじんじけんシリーズ）は、2016年から2017年までTBS系「月曜名作劇場」で放送された刑事ドラマシリーズ。
全3回。主演は片岡鶴太郎。

## キャスト

### 主人公と相棒
志垣良雄
演 - 片岡鶴太郎（少年期：土屋楓〈第1作〉）
警視庁捜査一課 刑事。階級は警部。
和久井一郎
演 - 浅利陽介
警視庁捜査一課 刑事。志垣良雄の部下。

### 警視庁捜査一課
神崎洋一
演 - 飯田基祐
管理官。
山田珠代
演 - 山下裕子
刑事。
服部伸之
演 - 浦山可児
刑事。
坂巻源太
演 - 植木祥平
刑事。

### 志垣家
志垣直子
演 - 尾藤亜衣
志垣良雄と素子の娘。
谷本卓也
演 - パーマ大佐
志垣直子の婚約者。警視庁捜査一課 管理官。
志垣素子
演 - あめくみちこ
志垣良雄の妻。

### ゲスト
第1作「有馬温泉殺人事件」（2016年）
- 吉崎理子（波満子の実子） - 黒川智花
- 沢田なる美（有馬温泉「月光園」仲居頭） - 宍戸美和公
- 堀咲月（俊基の実子・姓を母方の「堀」に改名） - 宮下ともみ
- 根本晋一（兵庫県警察 警部） - 五辻真吾
- 吉崎俊基（有馬温泉「月光園」元主人・故人） - 深作覚
- 今井綾乃（有馬温泉「月光園」仲居） - 岸茉莉
- ポール・ラガシュ（フランス人建築家） - ピエール・ペアン
- 有里（有馬温泉「月光園」仲居） - 堀本雪詠
- 向田（警官） - 土井よしお
- 兵庫県警察 刑事 - 山中正樹
- 高校生カップル - 志田弦音、植田紗帆
- アントニオ猪木（有馬温泉で志垣良雄と和久井一郎が声をかけ挨拶した） - アントニオ猪木（本人役・友情出演）
- 春日井道彦（有馬温泉「月光園」番頭） - 小野武彦
- 吉崎波満子（有馬温泉「月光園」女将・俊基の後妻・志垣良雄の初恋相手） - かたせ梨乃（少女期：染野有来）

第2作「伊豆天城温泉殺人事件」（2016年）
- 及川美月（劇団ライオン座の女優・17年前の映画「伊豆の踊り子」の主役） - 白石美帆（17歳：小松美月）
- 宅間俊平（静岡県警天城警察署 刑事） - 木村了（少年期：高村佳偉人）
- 楠本治郎（静岡県警天城警察署 警部） - 湯江健幸
- 生野ルリ（劇団ライオン座の女優） - 梅舟惟永
- 向竹則（劇団ライオン座の劇団員） - 内田健介
- 染谷華子（劇団ライオン座の女優・舞台「伊豆の踊り子殺人事件」の主役） - 尾崎愛
- 吉野葵（17年前の映画「伊豆の踊り子」の主役候補・17年前ビルから転落死） - 指出瑞貴
- 吉野美佐子（葵の母） - 河合美智子
- バスガイド - 松居直美
- 美佐子の夫 - 橋本拓也
- 鑑識 - 関幸治
- リポーター - 大波誠
- 陣内博（劇団ライオン座の演出家・17年前の映画「伊豆の踊り子」の監督） - 田中健

第3作「修善寺温泉殺人事件」（2017年）
- 原沙織（花屋チェーン「渡瀬花苑」秘書） - Nana
- 辻堂小夜子（辻堂の養女・辻堂医院 看護師） - 菅野莉央
- 渡瀬春奈（「渡瀬花苑」社長・辻堂の知り合い） - 池上季実子（6歳：綱島乙芭）
- 藤岡（静岡県警大仁東警察署 刑事・春奈の同級生） - 永島和明
- 渡瀬里佳子（春奈の娘） - 太田唯
- 田中美智子（小夜子の母・小夜子が6歳のとき事故死） - 米澤史織
- 源頼家（北条政子との確執で出家させられ修善寺に幽閉される） - 坂詰健太
- 北条政子（源頼家の母） - 正木佐和
- 渡瀬都（「渡瀬花苑」元社長・春奈の母） - 長谷川稀世
- 岡本トミ子（都のお手伝い） - 茅島成美
- 大野木絋一郎（「渡瀬花苑」副社長） - 西村和彦
- 辻堂一之（辻堂医院 院長・25年前 修善寺の旅行中に産気づいた素子から直子を取り上げた医師） - 西郷輝彦（青年時代：東拓海）

## スタッフ
- 原作 - 吉村達也
- 脚本 - 安井国穂、鈴木裕那、佐藤奈央
- 演出 - 村上牧人、渋谷未来
- 編成 - 橋本孝（第1作 - ）
- プロデューサー - 渋谷未来（第1作・第2作）、東田陽介（第1作）、上野かおる（第2作）、井上季子（第3作）
- 製作 - TBS、テレパック

## 放送日程
| 話数 | 放送日        | サブタイトル         | 原作                     | 脚本              | 演出     |
| ---- | ------------- | -------------------- | ------------------------ | ----------------- | -------- |
| 1    | 2016年5月30日 | 有馬温泉殺人事件     | 「有馬温泉殺人事件」     | 安井国穂 鈴木裕那 | 村上牧人 |
| 2    | 10月24日      | 伊豆天城温泉殺人事件 | 「天城大滝温泉殺人事件」 | 鈴木裕那          | 村上牧人 |
| 3    | 2017年6月12日 | 修善寺温泉殺人事件   | 「修善寺温泉殺人事件」   | 鈴木裕那 佐藤奈央 | 渋谷未来 |